# Угерська гміна
Угерська гміна — колишня (1934—1939 рр.) сільська гміна Стрийського повіту Станіславського воєводства Польської республіки (1918—1939) рр. Центром гміни було село Угерсько.

## Історія
Створена 1 серпня 1934 р. В склад гміни входили сільські громади: Добрівляни, Добряни, Кути, Кавське, Лисятичі, П'ятничани, Пукеничі, Угерсько і Вівня. Налічувалось 1 812 житлових будинків. 

17 січня 1940 року ґміна ліквідована у зв’язку з утворенням Стрийського району.